# Monarca de la Melanèsia
El monarca de la Melanèsia (Myiagra caledonica) és un ocell de la família dels monàrquids (Monarchidae).

## Hàbitat i distribució
Habita camp obert a Nova Caledònia, illes de la Lleialtat, Vanuatu, Banks, Torres i Rennel, a les Salomó meridionals 